# Rokt
Rokt est une société de technologie fondée en Australie et basée à New York, avec des bureaux à Londres, Seattle, Sydney, Tokyo et Toronto,. Rokt fournit une technologie de commerce électronique à des entreprises telles que Booking.com, HP, Hulu, Kohl's, Spirit et Uber.
En 2020, elle a atteint le statut de licorne avec une valorisation de 1,95 milliard de dollars américains. En 2025, cette valorisation est passée à 3,5 milliards de dollars.

## Présentation
Rokt est une entreprise de technologie qui utilise l’intelligence artificielle et l’apprentissage automatique pour afficher des offres personnalisées sur les sites web des détaillants en utilisant des données de première partie liées à une transaction.
Rokt travaille avec diverses entreprises, notamment Live Nation, Hulu, Macy's, Kohl's, Uber, Albertsons et HelloFresh.

## Historique
Rokt a été créée en 2012 par Bruce Buchanan, qui a développé la franchise Jetstar en Asie et siège au conseil d’administration de Guzman y Gomez. Rokt Pte Ltd a acheté Rocklive, une société fondée par l’ancien cadre supérieur de Google, Justin Viles, qui a ensuite rejoint Buchanan en tant que cofondateur. Buchanan est resté PDG de l'entreprise.
En 2019, Rokt a acquis OfferLogic. En octobre 2020, elle a atteint le statut de licorne et a annoncé son intention d’entrer en bourse en 2023.
En 2022, Bill Barton, ancien cadre d’Amazon, a rejoint Rokt en tant que directeur des produits et de l’ingénierie.
En 2024, Rokt a acquis Aftersell, une société qui optimise la vente et la vente croisée pour les PME.
En 2025, Rokt a annoncé une fusion avec mParticle, une plateforme de données clients. Rokt paiera 300 millions de dollars pour couvrir le prix d’achat et l’investissement futur dans l’entreprise.
En 2025, Rokt a exprimé son intention de se préparer à une introduction en bourse en 2026,.